# Верх-Катунское
Верх-Катунское — село в Бийском районе Алтайского края России. Административный центр Верх-Катунского сельсовета.
Расположено на правом берегу реки Катуни, на федеральной автотрассе Р256 Чуйский тракт. Протяжённость 8 км.

## Население
| 1997  | 1998  | 1999  | 2000  | 2001  | 2002  |
| ----- | ----- | ----- | ----- | ----- | ----- |
| 3001  | ↗3007 | ↗3012 | ↘3011 | ↗3018 | ↘2972 |
| 2003  | 2004  | 2005  | 2006  | 2007  | 2008  |
| ↗3070 | ↗3140 | ↘3006 | ↗3149 | ↘3049 | ↗3106 |
| 2009  | 2010  | 2011  | 2012  | 2013  |       |
| ↗3237 | ↘2929 | ↘2924 | ↘2806 | ↘2723 |       |

## История
В метрической книге Успенской церкви г. Бийска за 1825 год содержатся 3 записи о рождении детей у крестьян д. Верх-Катунской. Государственный архив Томской области, фонд 170 опись 9 дело 59.
Основано в 1832 году. В 1840 году было 14 дворов. Население увеличивалось за счёт новых переселенцев из Европейской части России. Кроме сельского хозяйства, крестьяне занимались извозом, торговали с Бийском, были развиты ремёсла.

## Экономика
В советское время действовал племзавод «Катунь», занимавшийся племенным свиноводством, молочным животноводством и разведение лошадей орловской рысистой породы. Он неоднократно становился победителем всесоюзных и всероссийских конкурсов.
Сейчас разведением орловских рысаков занимается конезавод «Катунь».
В селе базируется Верх-Катунская гидрогеологическая разведывательная партия, которая занимается разведкой и бурением артезианских скважин на территории Алтайского края. Вода «Верх-Катунская» из скважины, расположенной в селе, бутилируется и продаётся в торговых сетях края и соседних регионов.

## Культура, образование, религия
Есть дом культуры, с 1992 года в нём действует краеведческий музей. В 2004 году была построена церковь Сергия Радонежского.
Действуют Верх-Катунская средняя общеобразовательная школа и детский сад «Солнышко»..